# Epistemologia social
A epistemologia social refere-se a um amplo conjunto de abordagens que podem ser utilizadas no estudo do conhecimento que interpreta o conhecimento humano como um coletivo de realização. Outra forma de caracterização da epistemologia social é a avaliação das dimensões sociais do conhecimento ou da informação. Às vezes é simplificado para significar justificação social da crença.
Uma das mais duradouras dificuldades com a definição de "epistemologia social" que surge é a tentativa de determinar o que a palavra "conhecimento" significa, neste contexto. Há também um desafio: chegar a uma definição de "social", que satisfaça acadêmicos de diferentes disciplinas. Epistemologistas sociais podem trabalhar em muitas disciplinas das humanidades e ciências sociais, mais comumente em filosofia e sociologia. Além de marcar um distinto movimento tradicional e analítico da epistemologia, a epistemologia social está associada com o campo interdisciplinar de estudos em ciência e tecnologia (SCT).

## História
A consideração das dimensões sociais do conhecimento em relação à filosofia começou em 380 aC com o diálogo de Platão: Charmides. Nele, ele questiona o grau de certeza que um profissional em um campo pode ter em relação à pretensão de uma pessoa ser especialista nesse mesmo campo. Como a exploração de uma dependência de figuras autoritárias constitui uma parte do estudo da epistemologia social, ela confirma a existência da ideologia em mentes muito antes de receber seu rótulo.
Em 1936, Karl Mannheim transformou a teoria da ideologia de Karl Marx (que interpretou o aspecto "social" na epistemologia como sendo de natureza política ou sociológica) numa análise de como a sociedade humana se desenvolve e funciona.
Não foi até a década de 1970 que houve um forte crescimento do interesse entre os filósofos em tópicos como o valor epistêmico do testemunho, a natureza e a função da perícia, a distribuição adequada do trabalho cognitivo e dos recursos entre os indivíduos nas comunidades e o status do raciocínio grupal. e conhecimento.

## Principais filósofos que influenciaram a epistemologia social
1. Platão, no Diálogo Cármides
2. John Locke no Problema do Testemunho
3. David Hume no Problema do Testemunho
4. Thomas Reid no Problema do Testemunho
5. Karl Marx, na Concepção de Ideologia
  - prorrogado por Karl Mannheim, que retratou o aspecto sociológico do conhecimento com o raciocínio de que o conhecimento da declaração de validade é restrita pelas condições sociais em que as declarações foram inicialmente feitas.

A epistemologia social ainda é considerada uma adição relativamente nova à filosofia, com seus problemas e teorias ainda frescas e em movimento rápido.

## Leitura complementar
- "O Que É Epistemologia Social? Uma Miscelânea de projetos", em Vias para o Conhecimento: o Privado e o Público, Imprensa da Universidade de Oxford, Pg:182-204, ISBN 0-19-517367-8
- "O relativismo, o Racionalismo e a Sociologia do Conhecimento", Barry Barnes e David Bloor, na Racionalidade e Relativismo, Pg:22 ISBN 0-262-58061-6
- Social, Epistemologia, Steve Fuller, Indiana University Press, p.  3.